# Villum Lange
Villum Lange (på tyska även Wilhelm Lange, latiniserat Wilhelmus Langius), född den 15 januari 1624 i Helsingör, död den 22 maj 1682 i Köpenhamn, var en dansk matematiker och astronom. 
Lange studerade 1646–1652 i utlandet och skrev 1649 i Leiden De annis Christi, vari han beräknade första skapelsedagen till den 30 april 4042 f.Kr. och korsfästelsedagen till en torsdag. Åt 1650 blev han professor i matematik och var 1656–1658 lärare för prins Kristian. I oktober 1660, sedan arvregeringen lämnats till Fredrik III, kallade denne Lange att delta som universitetets representant i ständernas utskott angående rikets nya ordning; han skall då ha uttalat sig för en fri författning och togs inte vidare till råds. År 1661 blev han medlem av Højesteret, men samma år sänd till Jylland som landsdomare. I brev till sin vän Griffenfeld tillrådde han allsköns reformer. År 1680 återkallades han till Köpenhamn och blev ånyo professor, men verkar inte ha fått något annat ämbete vid sidan av detta.